# Дніпровський індустріально-педагогічний технікум
Дніпровський індустріально-педагогічний фаховий коледж(ДІПФК) — вищий навчальний заклад першого рівня акредитації у Новокодацькому районі міста Дніпро.
Розташований у радянському робітничому районі Фрунзе на сучасному проспекті Мазепи.
Адреса технікуму: 49017 Дніпро, вулиця Володимира Івасюка, 51
Адреса Відділення підготовки кваліфікованих робітників: 49089 Дніпро, вулиця Будівельників, 30
Сторінка технікуму — www.dipt.dp.ua.
Директор технікуму — Валерій Захарович Петков.

## Навчання
Технікум має 3 відділення:
- денне відділення підготовки молодших спеціалістів,
- заочне відділення підготовки молодших спеціалістів,
- відділення підготовки кваліфікованих робітників.

Готує молодших спеціалістів за спеціальністю «Професійна освіта» з профілями:
- Будівництво та експлуатація будівель і споруд,
- Організація обслуговування населення,
- Обслуговування та ремонт автомобілів та двигунів.

Освітньо-кваліфікаційний рівень «кваліфікований робітник» готує за професіями: штукатур, лицювальник-плиточник, маляр, муляр, монтажник систем утеплення будівель, електрогазосварник, слюсар з ремонту автомобілів, рихтувальник кузовів, кухар.

## Історія
- 1946 року на базі тресту «Дніпропромбуд» було створено будівельну школу № 9 (школа ФЗН № 27) під керівництвом Бориса Борисовича Благмана.
- 1948 року зведений 3-поверховий навчальний корпус.
- 1956 року зведені майстерні столярів, мулярів, штукатурів, малярів, спортивний зал, цех механізованої обробки деревини.
- 1959—1963 школа ФЗН № 27 була переформована на Дніпропетровське міське професійно технічне училище № 1 (ПТУ № 1).
- 1966 році над частиною навчального корпусу зведено актову залу.
- 1967 зведено 6-поверховий гуртожиток на 400 місць.
- 1997 було створено Дніпропетровську філію Харківського індустріально-педагогічного технікуму з метою забезпечення училищ висококваліфікованими майстрами виробничого навчання.
- 2002 Дніпропетровська філія Харківського індустріально-педагогічного технікуму була реорганізована в Дніпропетровський індустріально-педагогічний технікум.
- 2007 ПТУ № 12 було передано Дніпропетровському індустріально-педагогічному технікуму, як відділення підготовки кваліфікованих робітників.

За УРСР діяло 20 навчальних кабінетів і лабораторій по загальноосвітнім і спеціальним дисциплінам, 5 навчальних майстерень, оснащених технічними засобами навчання, навчальними посібниками, меблями.
Колишні директори: Борис Борисович Благман, Петро Дмитрович Риженков, Валерій Захарович Петков.

## Випускники
- Дженжера Юрій Миколайович (1981—2018) — старший солдат Збройних сил України, учасник російсько-української війни.